# Eduard Baštigál
Eduard Baštigál (* 13. března 1952) byl slovenský a československý politik, po sametové revoluci počátkem 90. let poslanec Sněmovny lidu Federálního shromáždění za Slovenskou národní stranu, později za Slovenské kresťansko-demokratické hnutie.

## Biografie
Ve volbách roku 1990 zasedl za SNS do Sněmovny lidu (volební obvod Středoslovenský kraj). Na jaře 1992 přešel do poslaneckého klubu Slovenského křesťansko-demokratického hnutí. Ve Federálním shromáždění setrval do voleb roku 1992.